# إليري هولينغسوررث
إليري هولينغسوررث (بالإنجليزية: Ellery Hollingsworth)‏ هي متزلجة أمريكية، ولدت في 2 سبتمبر 1991 في دارين في الولايات المتحدة.

## وصلات خارجية
- إليري هولينغسوررث على موقع IMDb (الإنجليزية)